# F/X 2 – Die tödliche Illusion
F/X 2 – Die tödliche Illusion (Originaltitel: F/X2) ist ein US-amerikanischer Thriller von Richard Franklin aus dem Jahr 1991. Er ist eine Fortsetzung des Thrillers F/X – Tödliche Tricks aus dem Jahr 1986.

## Handlung
Ronald „Rollie“ Tyler wird in New York vom Ex-Ehemann seiner Freundin Kim, dem NYPD-Detektiv Mike Brandon, kontaktiert. Der angesehene Effektspezialist soll ihm bei der Festnahme eines Mörders helfen, der es auf Models abgesehen hat. Bei der vorgesehenen Falle soll der Mörder in die Wohnung eines Models gelockt werden, wo Brandon ihn festnehmen will. Tyler stellt die Falle auf und beobachtet den Ablauf mit versteckten Kameras. Merkwürdigerweise wird Brandon bei der Festnahme in der Wohnung von einem unbekannten Angreifer getötet, während sein Vorgesetzter Ray Silak den Mörder erschießt. Silak behauptet, dass nur zwei Personen in der Wohnung waren, doch Tyler ist misstrauisch. Er lässt eine versteckte Kamera in der Wohnung zurück und bittet seinen Freund, den ehemaligen Polizisten Leo McCarthy um Hilfe.
Am nächsten Tag gehen Tyler, seine Freundin Kim und ihr Sohn Chris zu Brandons Haus, um persönliche Gegenstände abzuholen. Das Haus wird gerade von der Polizei durchsucht, darunter ist auch Silak. Dieser gibt Tyler seine versteckte Kamera zurück und fragt, ob Detektiv Brandon irgendwelche alten Fälle erwähnte, an denen er gearbeitet hat.
Tyler ist Silak gegenüber misstrauisch und vermutet, dass Brandon reingelegt wurde. Zu ihrer Sicherheit fährt Tyler Kim und ihren Sohn zu ihrer Schwester.
Wieder zu Hause, sieht Tyler sich die heimlich gemachten Aufnahmen an. Er erkennt, wie Silak Beweise platziert, um dem Mörder Brandons Tod in die Schuhe zu schieben. Plötzlich wird Tyler mit dem Mörder konfrontiert, der die Aufnahme verlangt. Um erfolgreich gegen den Unbekannten zu kämpfen, benutzt Tyler den Roboterclown Bluey, der von einem Telemetrieanzug gesteuert wird. Kurz bevor Tylers Freund Leo McCarthy eintrifft, kann der Mörder entkommen.
In Leo McCarthys Bar erklärt Tyler ihm die Situation und dieser schließt daraus, dass Silak an einem ungelösten Fall interessiert ist, an dem Detektiv Brandon in seiner Freizeit arbeitete.
McCarthy bittet seinen alten Polizeikollegen Velez, Mikes Fälle noch einmal durchzugehen, während Tyler Detektiv Silaks Telefon abhört und einen Anruf im Gefängnis bei einem Häftling Neely abfängt. Daraufhin kontaktiert McCarthy die stellvertretende Bezirksstaatsanwältin Liz Kennedy und besucht Neely im Gefängnis, der ihn auf den alten Häftling Carl Becker hinweist. Dieser hatte vor Jahren Goldmünzen im Vatikan gestohlen, die nach seiner Verhaftung jedoch nie gefunden wurden.
Tyler erinnert sich an eine Diskette namens „Becker“ zwischen Chris‘ Videospielen. Als er deshalb Chris anruft, erfährt er auch, dass Kim trotz der Umstände zur Arbeit gegangen ist.
Tyler macht sich auf die Suche nach Kim, während McCarthy dafür sorgt, dass Chris die Dateien per Modem an Velez senden kann. Das nächstgelegene Modem befindet sich in einem Einkaufszentrum. Dort verschickt Chris die Akte erfolgreich und trifft zufällig auf Kim, aber auch auf den Mörder, der sie nun beide bedroht. Tyler kommt ebenfalls im Einkaufszentrum an und flieht mit Kim und Chris zum Supermarkt, wo er den Mörder mit verschiedenen Gegenständen und einer Fleischverpackungsmaschine außer Gefecht setzt.
Unterdessen zwingt Neely den alten Becker, das Versteck der Münzen preiszugeben.
McCarthy und Velez untersuchen die Akte und stoßen auf den Namen „Samson“. Später gehen beide zum Abendessen nach Chinatown, dort wird Velez aus einem vorbeifahrenden Auto erschossen.
Der Schütze von Chinatown wird nach seiner Verhaftung befragt. Er ist sich sicher, dass Silak für das Wochenende einen Hubschrauber gebucht hat.
Während McCarthy die Staatsanwältin besucht, um sie davon zu überzeugen, ihnen bei der Festnahme von Silak zu helfen, beobachtet Tyler in einer Kathedrale Neely und Silak, als sie die versteckten Münzen holen.
Am folgenden Wochenende treffen sich Neely und Silak in einer Villa mit einem potenziellen Käufer von der Mafia, der plant, die Münzen an den Vatikan zurückzugeben.
Unterdessen setzt Tyler Spezialeffekte ein, um die Wachen zu erledigen.
McCarthy und die Staatsanwältin treffen ebenfalls ein. Sie bekommt eine Waffe von McCarthy, wird aber von ihm als Mitwisser von Silak und Neely entlarvt. Sie gerät in Panik, McCarthy versucht, sie zu beruhigen, aber sie schießt auf ihn und Neely nimmt ihre Waffe.
Plötzlich kommt es draußen zu Explosionen, die einen Wachmann in Brand setzen.
Neely und Silak schnappen sich Geld und Münzen und flüchten zum Hubschrauber. Während Neely versucht, Silak zu erschießen, stellt er fest, dass McCarthys Waffe nur mit Platzpatronen geladen ist und wird von Silak erschossen.
inzwischen steht der unverletzte McCarthy auf und verrät der verdutzten Staatsanwältin, dass er ihre Beteiligung an dem Plan entdeckte, als er den Namen ihrer Katze Samson las. Er wird auch in seinem Verdacht bestätigt, als die Verstärkung nicht eintrifft, um die er sie gebeten hat.
Als die Polizei endlich am Tatort eintrifft, bereiten sich McCarthy und Tyler (verkleidet als verbrannter Wächter, mit feuersicherem Gel bedeckt) darauf vor, Silaks Hubschrauber in einem Boot zu verfolgen.
Silak bemerkt, dass der Helikopter sehr willkürlich fliegt und erkennt, dass der Pilot ein Roboterclown ist. Bluey lässt die Kontrollen los und springt mit Münzen und Geld aus dem Helikopter.
Tyler und McCarthy holen den Clown mit seiner Beute aus dem Wasser, Während sie besprechen, was mit dem Geld geschehen soll, erfährt Tyler von McCarthy die Absichten der Mafia mit den Münzen.
Die beiden beschließen letztendlich, in einer Kirche in Rom die Münzen zurückzugeben.

## Kritiken
Roger Ebert schrieb in der Chicago Sun-Times vom 10. Mai 1991, der Film sei weder gut noch schlecht. Er kritisierte die Handlung.
Das Lexikon des internationalen Films lobte „einige überraschenden Trickeffekte“ und kritisierte die „klischeehafte Handlung“.
Auch TV Spielfilm lobte „dolle Spezialeffekte“, bemerkte doch auch, der Film weise „nur ’ne dünne Story“ auf.

## Hintergrund
Der Film wurde in Toronto gedreht. Er spielte in den Kinos der USA ca. 21,1 Millionen US-Dollar ein.
Für den australischen Regisseur Richard Franklin war es der letzte Hollywood-Film, bevor er nach Australien zurückkehrte.